# قوم چین

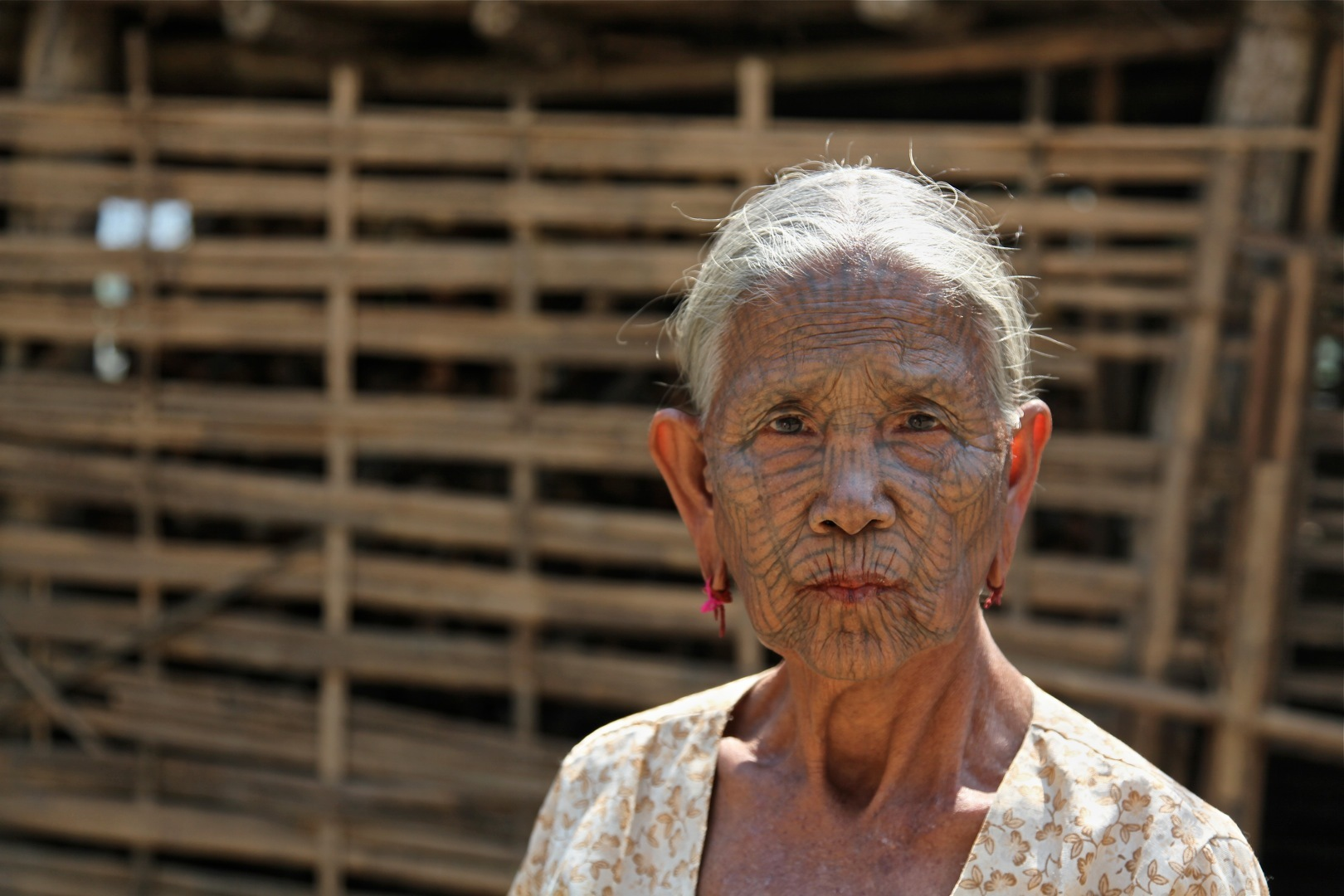
تصویری از مرد چینی که اهل قوم هان هست

 قوم چین یکی از گروه‌های قومی در کشور میانمار است. اهالی این قوم بیشتر در غرب میانمار (ایالت چین) زندگی می‌کنند و حدود ۱،۵ میلیون نفر جمعیت دارند. همچنین بعضی از این اهالی در ایالت‌های مرزی کشور هند زندگی می‌کنند. 

بیش از ۸۰ تا ۹۰ درصد اهالی این قوم مسیحی هستند اما اقلیت‌های پیرو مذاهب سنتی و بودایی نیز در آن‌ها یافت می‌شود.